# Березове (озеро)
Березове, Кути (біл. Бяро́завае) — озеро в Кіровському районі, Могильовська область, Білорусь, в басейні річки Березина (басейн Дніпра), за 15 км на південний захід від міста Кіровськ, за 5 км на північ від Бобруйська, приблизно за 1,9 км на південь від села Гута .
- Площа поверхні озера 0,12 км².
- Найбільша довжина — близько 1,25 км,
- найбільша ширина — близько 0,1 км,
- довжина берегової лінії — близько 2,6 км[1].

Озерна котловина старичного типу, на заплаві Березини. Береги переважно низькі, піщані та заболочені.
В озері водиться щука звичайна, лящ, лящ, карась, плотва та інші види риб.